# Laurie Metcalf
Laura Elizabeth Metcalf (Carbondale, Illinois, 1955. június 16. –) többszörös Emmy- és kétszeres Tony-díjas amerikai színésznő.

## Élete és pályafutása
Pályafutását színpadi színészként kezdte a Steppenwolf Theatre Company társulatnál és gyakran fellép egyéb chicagói színházak előadásaiban is. Színházi munkásságáért hat alkalommal jelölték Tony-díjra, ebből kétszer, 2017-ben és 2018-ban nyerte meg azt.
Színészként az ABC Roseanne (1988–1997, 2018) című szituációs komédiájában tett szert hírnévre, mellyel 1992 és 1994 között három Primetime Emmy-díjat vihetett haza, legjobb női mellékszereplő (vígjátéksorozat) kategóriában. Egyéb televíziós szereplései közé tartozik az Űrbalekok, a Norm Show, a Frasier – A dumagép, a Született feleségek és az Agymenők. A HBO Meg-boldogulni (2013–2015) című szituációs komédiájában főszerepet játszott és a kritikai siker mellett egy újabb Primetime Emmy-jelölést is szerzett, ezúttal a díj legjobb női főszereplő (vígjátéksorozat) kategóriájában.
A filmvásznon szintén aktív Metcalf a 2017-es Lady Bird című vígjáték-drámában aratta legnagyobb filmes sikerét. Alakítását, mint mellékszereplő Oscar-, Golden Globe-, Screen Actors Guild- és BAFTA-jelölésekkel méltatták.

## Filmográfia

### Film
| Év   | Magyar cím                  | Eredeti cím                                     | Szerep                                | Magyar hang        |
| ---- | --------------------------- | ----------------------------------------------- | ------------------------------------- | ------------------ |
| 1978 | Esküvő                      | A Wedding                                       | szolgálólány                          |                    |
| 1985 | Kétségbeesve keresem Susant | Desperately Seeking Susan                       | Leslie Glass                          | Prókai Annamária   |
| 1985 | Kétségbeesve keresem Susant | Desperately Seeking Susan                       | Leslie Glass                          | Vándor Éva         |
| 1987 | Keressük az igazit          | Making Mr. Right                                | Sandy                                 | Törtei Tünde       |
| 1988 |                             | Candy Mountain                                  | Alice                                 |                    |
| 1988 | Csillagos lobogó            | Stars and Bars                                  | Melissa                               | Kiss Erika         |
| 1988 |                             | The Appointments of Dennis Jennings (rövidfilm) | Emma                                  |                    |
| 1988 | Távol az otthontól          | Miles from Home                                 | táncosnő                              | Prókai Annamária   |
| 1989 | Belevaló papapótló          | Uncle Buck                                      | Marcie Dahlgren-Frost                 |                    |
| 1990 | Higgy neki, hisz zsaru      | Internal Affairs                                | Amy Wallace                           | Bessenyei Emma     |
| 1990 | Csendes terror              | Pacific Heights                                 | Stephanie MacDonald                   | Farkas Zsuzsa      |
| 1991 | JFK – A nyitott dosszié     | JFK                                             | Susie Cox                             | Borbás Gabi        |
| 1992 | A mecénás szeretője         | Mistress                                        | Rachel Landisman                      | Nyírő Bea          |
| 1993 | Veszélyes nő                | A Dangerous Woman                               | Anita Bell                            |                    |
| 1994 |                             | The Secret Life of Houses                       | Ann                                   |                    |
| 1994 | Szemfényvesztés             | Blink                                           | Candice                               |                    |
| 1995 | Las Vegas, végállomás       | Leaving Las Vegas                               | főbérlő                               |                    |
| 1995 | Toy Story – Játékháború     | Toy Story                                       | Andy Davis (hangja)                   | Csomor Csilla      |
| 1996 | Égiposta                    | Dear God                                        | Rebecca Frazen                        |                    |
| 1997 | Halálkanyar                 | U Turn                                          | jegyárus a buszpályaudvaron           | Koffler Gizi       |
| 1997 | Chicagói taxi               | Chicago Cab                                     | reklámmarketinges                     |                    |
| 1997 | Sikoly 2.                   | Scream 2                                        | Debbie Salt / Mrs. Loomis             | Grúber Zita        |
| 1998 | Nyomd a sódert!             | Bulworth                                        | Mimi                                  |                    |
| 1999 | Oltári nő                   | Runaway Bride                                   | Betty Trout                           | Halász Aranka      |
| 1999 | Oltári nő                   | Runaway Bride                                   | Betty Trout                           | Kisfalvi Krisztina |
| 1999 | Toy Story – Játékháború 2.  | Toy Story 2                                     | Mrs. Davis (hangja)                   | Csomor Csilla      |
| 2000 |                             | Timecode (törölt jelenetek)                     | Dava Adair                            |                    |
| 2002 | A kincses bolygó            | Treasure Planet                                 | Sarah Hawkins (hangja)                | Nagy-Kálózy Eszter |
| 2005 | Dick és Jane trükkjei       | Fun with Dick and Jane                          | Phyllis                               | Koffler Gizi       |
| 2006 | Acélváros                   | Steel City                                      | Marianne Karn                         | Ősi Ildikó         |
| 2006 | A Sör Szövetsége            | Artie Lange's Beer League                       | Mrs. DeVanzo                          |                    |
| 2007 | A Robinson család titka     | Meet the Robinsons                              | Lucille Krunklehorn-Robinson (hangja) | Náray Erika        |
| 2007 | A Robinson család titka     | Meet the Robinsons                              | Lucille Krunklehorn-Robinson (hangja) | Kassai Ilona       |
| 2007 | Anya, lánya, unokája        | Georgia Rule                                    | Paula Richards                        |                    |
| 2008 | A sereg nem enged           | Stop-Loss                                       | Mrs. Colson                           |                    |
| 2010 | Toy Story 3.                | Toy Story 3                                     | Mrs. Davis (hangja)                   | Csomor Csilla      |
| 2017 | Lady Bird                   | Lady Bird                                       | Marion McPherson                      | Szirtes Ági        |
| 2019 | Toy Story 4.                | Toy Story 4                                     | Mrs. Davis (hangja)                   | Csomor Csilla      |
| 2022 | Kosárra fel!                | Somewhere in Queens                             | Angela Russo                          |                    |

### Televízió
| Év        | Magyar cím               | Eredeti cím                     | Szerep                         | Megjegyzések                                                            |
| --------- | ------------------------ | ------------------------------- | ------------------------------ | ----------------------------------------------------------------------- |
| 1981–1988 | Saturday Night Live      | Saturday Night Live             | riporter                       | 2 epizód                                                                |
| 1985      | Raymond Graham kivégzése | The Execution of Raymond Graham | Carol Graham                   | tévéfilm                                                                |
| 1986      |                          | The Equalizer                   | Theresa                        | 1 epizód                                                                |
| 1988–2018 | Roseanne                 | Roseanne                        | Jackie Harris                  | 228 epizód                                                              |
| 1992      |                          | The Jackie Thomas Show          | Jackie Harris                  | 1 epizód                                                                |
| 1995–1996 |                          | Duckman                         | több szereplő hangja           | 2 epizód                                                                |
| 1997      | Texas királyai           | King of the Hill                | Cissy Cobb (hangja)            | 1 epizód                                                                |
| 1997      |                          | The Eddie Files                 | Hicks különleges ügynök        | 1 epizód                                                                |
| 1997      | Louie élete              | Life with Louie                 | Miss Kinney (hangja)           | 1 epizód                                                                |
| 1997      | Dharma és Greg           | Dharma & Greg                   | Spyder                         | 1 epizód                                                                |
| 1998      | Hétköznapi hős           | Always Outnumbered              | Halley Grimes                  | tévéfilm                                                                |
| 1998      |                          | The Long Island Incident        | Carolyn McCarthy               | tévéfilm                                                                |
| 1998      | Űrbalekok                | 3rd Rock from the Sun           | Jennifer Ravelli               | 3 epizód                                                                |
| 1999      | A csodafarm              | Balloon Farm                    | Casey Johnson                  | tévéfilm                                                                |
| 1999–2001 | Norm Show                | The Norm Show                   | Laurie Freeman                 | - 54 epizód - magyar hangja: - Csere Ágnes                              |
| 2000–2011 |                          | God, the Devil and Bob          | Donna Allman (hangja)          | 13 epizód                                                               |
| 2003      |                          | Charlie Lawrence                | Sarah Dolecek                  | 7 epizód                                                                |
| 2004      | Már megint Malcolm       | Malcolm in the Middle           | Susan                          | 1 epizód                                                                |
| 2004      | Frasier – A dumagép      | Frasier                         | Nanny G                        | 1 epizód                                                                |
| 2004      |                          | Absolutely Fabulous             | Crystalline                    | 1 epizód                                                                |
| 2005      | Nyomtalanul              | Without a Trace                 | Susan Hopkins                  | 1 epizód                                                                |
| 2006      | Monk – A flúgos nyomozó  | Monk                            | Cora                           | 1 epizód                                                                |
| 2006      | A Grace klinika          | Grey's Anatomy                  | Beatrice Carver                | 1 epizód                                                                |
| 2006      | Született feleségek      | Desperate Housewives            | Carolyn Bigsby                 | 4 epizód                                                                |
| 2006      |                          | My Boys                         | Phyllis néni                   | 1 epizód                                                                |
| 2007      |                          | The Virgin of Akron, Ohio       | Lydia                          | próbaepizód                                                             |
| 2007      | Áldott jó nyomozó        | Raines                          | Alice Brody                    | 1 epizód                                                                |
| 2007–2018 | Agymenők                 | The Big Bang Theory             | Mary Cooper                    | - visszatérő szereplő (14 epizód) - magyar hangja: - Menszátor Magdolna |
| 2008–2009 |                          | Easy Money                      | Bobette Buffkin                | 8 epizód                                                                |
| 2013      |                          | The Goodwin Games               | Dr. Richland                   | 2 epizód                                                                |
| 2013–2015 | Meg-boldogulni           | Getting On                      | Jenna James                    | állandó szereplő (18 epizód)                                            |
| 2014      |                          | Tim & Eric's Bedtime Stories    | Gabrielle                      | 1 epizód                                                                |
| 2014–2015 |                          | The McCarthys                   | Marjorie McCarthy              | állandó szereplő (15 epizód)                                            |
| 2016      |                          | Horace and Pete                 | Sarah                          | 1 epizód                                                                |
| 2017      | Portlandia               | Portlandia                      | Jill                           | 1 epizód                                                                |
| 2017      |                          | Playing House                   | Leslie Rollins                 | 1 epizód                                                                |
| 2018      | Amerikai fater           | American Dad!                   | Elizabeth Hadley (hangja)      | 1 epizód                                                                |
| 2018      | Supergirl                | Supergirl                       | Mary McGowan                   | 1 epizód                                                                |
| 2018–2025 |                          | The Conners                     | Jackie Harris                  | főszereplő                                                              |
| 2020–2022 |                          | The Accidental Wolf             | Ram                            | 3 epizód                                                                |
| 2021      | A Q-egység               | Q-Force                         | V (hangja)                     | - 10 epizód - magyar hangja: - Ősi Ildikó                               |
| 2022      | A kibukott               | The Dropout                     | Phyllis Gardner                | - 4 epizód - magyar hangja: - Farkasinszky Edit                         |
| 2022      | Hacks – A pénz beszél    | Hacks                           | Weed                           | 2 epizód                                                                |
| 2023      | Carol és a világvége     | Carol & the End of the World    | HR Lady (hangja)               | 3 epizód                                                                |
| 2024      |                          | Elsbeth                         | Regina Coburn / Felicity Watts | 1 epizód                                                                |

## Fordítás
- Ez a szócikk részben vagy egészben  a   Laurie Metcalf című angol Wikipédia-szócikk fordításán alapul.  Az eredeti cikk szerkesztőit annak laptörténete sorolja fel. Ez a jelzés csupán a megfogalmazás eredetét és a szerzői jogokat jelzi, nem szolgál a cikkben szereplő információk forrásmegjelöléseként.